# Sitosterolämie
Die Sitosterolämie ist eine seltene angeborene Fettstoffwechselstörung, bei der es zur Anreicherung von Phytosterinen in verschiedenen Geweben des Körpers kommt. Die Erkrankung gehört zu den Seltenen Krankheiten (orphan diseases).

## Pathologie
Nur ein geringer Teil der mit der Nahrung aufgenommen pflanzlichen Sterole (Phytosterine) wird im Verdauungstrakt resorbiert. Normalerweise werden diese Phytosterine, darunter Sitosterol, Stigmasterol und Campesterol, über die ABC-Transporter ABCG5 und ABCG8 größtenteils wieder in das Darmlumen ausgeschieden. Durch diesen Mechanismus wird die Aufnahme der körperfremden Phytosterine aus dem Darm beschränkt. Der geringe Anteil an Phytosterinen, der ins Blut gelangt, wird über die Leber eliminiert.
Durch autosomal-rezessiv vererbte Mutationen in den für die ABC-Transporter kodierenden Genen wird die Ausscheidung von Phytosterinen aus den Mukosa-Zellen in das Darmlumen vermindert. Aus ungeklärter Ursache ist die Exkretion von Phytosterinen durch die Leber vermindert, ebenso wie die Cholesterol-Biosynthese. Der Blutplasma-Spiegel der Sitosterole steigt aufgrund der Ausscheidungsstörung stark an und fördert die frühzeitige Arteriosklerose.

## Klinisches Bild
Im Rahmen der Fettstoffwechselstörung kommt es zur Ablagerung von Fett in der Haut und den Sehnen (Xanthome). Des Weiteren können Gelenkschmerzen, Arthritis sowie Angina Pectoris auftreten.

## Epidemiologie
Die Sitosterolämie ist eine Seltene Krankheit (orphan disease). Bisher (Stand: November 2011) wurden 40 Fälle beschrieben. Die Anzahl Betroffener dürfte größer sein, insbesondere da das Krankheitsbild als Hyperlipidämie fehldiagnostiziert werden kann.

## Therapie
Eine Behandlung mit Ezetimib senkt die Phytosterol-Spiegel. Für diese Indikation ist der Wirkstoff in den USA seit 2002 zugelassen. Eine restriktive Diät mit stark reduzierter Aufnahme von Phytosterolen kann indiziert sein.

## Prognose
An Sitosterolämie erkrankte Personen haben ein deutlich erhöhtes Risiko, vorzeitig an Folgen einer koronaren Herzkrankheit (KHK) wie einem Herzinfarkt zu versterben.

## Forschungsgeschichte
Die Erkrankung wurde 1974 erstmals beschrieben.
Die Erkrankung firmierte früher wegen der mit vorliegenden Makrothrombozytopenie unter der Bezeichnung Mediterrane Makrothrombozyptopenie.